# Творчество Вячеслава Иванова

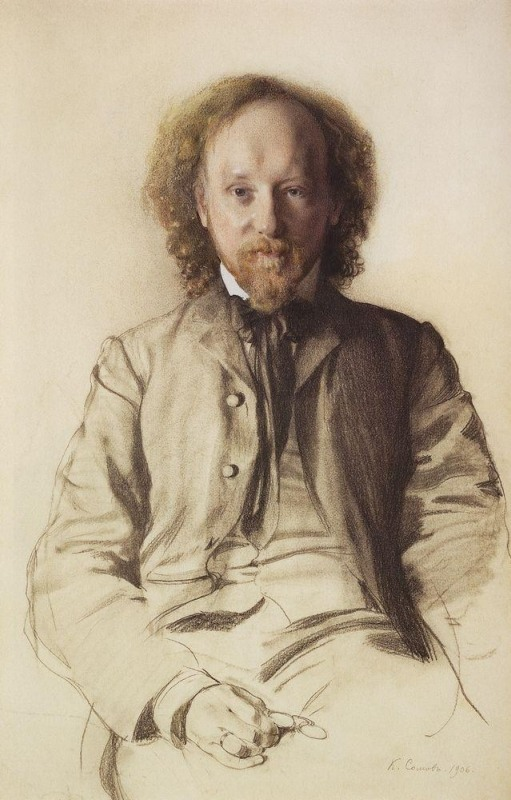
Вячеслав Иванов. Портрет работы К. Сомова (1906)

Творческое наследие Вячеслава Иванова (1866—1949) включает большой корпус оригинальных и переводных поэтических произведений, публицистику, философские эссе, литературоведческие и антиковедческие монографии. Иванов создал оригинальную версию русского символизма, в которой соединились две генеральных тенденции Серебряного века: во-первых, возвращение русской культуры к духовным основам христианства; во-вторых, творческое переосмысление и воссоздание художественных архетипов Античности, Средневековья и Возрождения. В 1900—1920 годах В. Иванов активно проповедовал «хоровое» начало в культуре, ставил задачу преодоления индивидуализма через мифотворческое волевое искусство выхода к «соборности» — к надындивидуальной религиозной общности людей. Эти тенденции усилились в годы Первой мировой войны и русской революции 1917 года. Параллельно Иванов вёл просветительскую деятельность, выразившуюся, в частности, в переводах трагедий Эсхила, поэзии Данте, Петрарки и Микеланджело. Его антиковедческие работы, в основном, посвящённые культу Диониса, тесным образом связаны с его духовными и литературными исканиями.
После эмиграции в Италию Иванов занял маргинальное положение в европейской мысли и сократил до минимума общение с представителями русской эмиграции. В 1926 году он присоединился к католической церкви, не порывая с православием, пытался донести до западной аудитории смысл творчества Фёдора Достоевского. До конца жизни Иванов писал эпическую «Повесть о Светомире царевиче», которая должна была подвести итог всему его творчеству и отразить сложность духовной жизни человека как Божьего творения и грядущего воскресения России, «отошедшей в покой Господа».
Архивное наследие Вячеслава Иванова сохранилось в полном объёме, но сосредоточено в нескольких исследовательских центрах Москвы, Санкт-Петербурга и Рима. В столице Италии функционирует Исследовательский центр Вячеслава Иванова, который осуществил оцифровку 95 % всех сохранившихся в его квартире-музее материалов. В 1971—1987 годах четыре тома собрания его сочинений были изданы усилиями его наследников: сына Дмитрия Вячеславовича (1912—2003) и последней спутницы жизни поэта — Ольги Александровны Шор (1894—1978). Продолжается издание объёмной переписки Иванова и других оставшихся от него материалов.

## Иванов — поэт-символист

### «Кормчие звёзды»
О Фантазия! ты скупцу подобна,

Что, лепты́ скопив, их растит лихвою,

Малый меди вес обращая мудро

     В золота груды.

Так и ты растишь многовстречной Жизни

Опытную дань в мир без мер и граней;

В нем размеренный строй пиерид водитель

     Зиждет согласный.

Сидя над волной родников обильных,

Цепи ты плетешь из твоих сокровищ,

Вязью золотой ты любимцу вяжешь

     Крылья желаний.
Дебютная поэтическая книга Иванова «Кормчие звёзды» готовилась очень долго: в неё вошли наброски и тексты, созданные ещё до отъезда в Германию, а затем в Берлине. Сборник, «благословенный» Вл. С. Соловьёвым, был посвящён памяти матери Иванова, пророчившей ему поэтическую стезю. Книга вышла в типографии Суворина в 1902 году, хотя на значительной части экземпляров титульный лист датирован 1903 годом. В литературоведении эта книга ставится в один ряд с «Золотом в лазури» Андрея Белого и «Стихами о прекрасной даме» А. Блока — это был переход к эстетическому созерцанию высшей сферы духа в русской поэзии. Поэтические интенции в этой книге восходили к европейским исканиям Иванова-учёного, но собственные теоретические познания поданы как глубоко интимные внутренние переживания, в которых ум и чувственная вспышка не различаются. Здесь появляется слияние «родного» и «вселенского». Иванов сетовал на неадекватное восприятие его дебютной книги, упрёки в «книжности», «мертвенности», трудности языка. Действительно, расширение диапазона лирических переживаний потребовало от него новых средств поэтического выражения — символического языка, способного передать религиозно-эстетические универсалии. Иванов сразу же объявил, что поэтическая речь должна дифференцироваться от речи повседневной и приближаться к языку богов — изначальному Логосу. В результате основные образы-символы «Кормчих звёзд» взяты из культурного багажа «отошедших культур»: античной, средневековой и ренессансной, а на синтаксис и лексику огромное влияние оказал XVIII век и в первую очередь Тредиаковский.
Немецко-американский исследователь Михаэль Вахтель отдельно поставил вопрос, когда и почему Иванов стал «символистом». С точки зрения литературоведения Иванов относился к младосимволистам (будучи семью годами старше Брюсова — главы символистского движения в России), однако в переписке Вячеслава Ивановича и Лидии Дмитриевны Зиновьевой-Аннибал это слово почти не встречается. Из этого М. Вахтель делал вывод, что автор «Кормчих звёзд» не считал себя «символистом» и сделался русским символистом, когда полностью определил для себя значение этого понятия. «Кормчие звёзды» (1902—1903) и «Прозрачность» (1904) — первые поэтические сборники Иванова — были созданы и подготовлены к изданию вне всякой литературной среды на фоне скитальческой жизни. При этом первым мыслителем, который указал на близость поэзии Иванова символистской был непримиримый враг символизма как движения — В. С. Соловьёв, который в его присутствии читал одну из своих пародий на Брюсова. Сам Иванов, при несомненном уважении к Валерию Яковлевичу, который ввёл его в мир русской литературы и стал печатать, к его идеалам новатора относился, скорее, скептически. Уважал Иванов в Брюсове предприимчивого деятеля культуры. Термин «декадентство» Иванов тоже употреблял редко и всегда как обозначение отрицательного явления. Несовпадение Иванова и Брюсова во взглядах на символизм и искусство вообще было немаловажным для развития русской культуры начала XX века в целом. Например, ни Иванов, ни Зиновьева-Аннибал не интересовались «новым» только новизны ради. В 1902 году, знакомя Вячеслава Ивановича с творчеством Верлена, Лидия Дмитриевна выносила на первый план то, что это «прекрасные стихи»; на том же основании Иванов затем хвалил Минского и Бальмонта: ему они нравились сами по себе, а не по причине «новизны». В творчестве 30-летний Иванов — как и много позже, будучи 80-летним эмигрантом в Риме — видел выражение всеобщих истин, а не самовыражение.

### «Cor ardens»
Заискрится ль звезда закатной полосы —

Звездой ответной в поднебесье

Восток затеплится: и Божье равновесье

Поют двух пламеней Весы.

И не вотще горит, в венце ночной красы,

Над севом озимей созвездье,

Что дух, знаменовав всемирное Возмездье,

Нарек таинственно: Весы.

Как ветр, колышущий зеленые овсы,

Летят Победа и Обида

По шатким бороздам, и держит Немезида

Над жизнью Иго и Весы.

Мы с солнцем шепчемся, цветя, под звон косы;

Детей качаем над могилой;

И жребий каждого в свой час к земле немилой

Склонят бессмертные Весы.
Двухтомный сборник поэзии Иванова «Cor ardens» («Сердце пламенеющее») на самом деле был итогом длительного пути и объединил пять самостоятельных поэтических книг и более 350 стихотворений. Изначально он был задуман в 1905 году, но в силу ряда обстоятельств увидел свет в «Скорпионе» в 1911—1912 годах. «Cor ardens» — итоговая книга для Иванова-поэта, множество из составивших её произведений входили в предшествующие ей циклы. Если читать двухтомник подряд, то оказывается, что мотивные, ритмические и формальные переклички организуют единый текст со множеством сквозных сюжетов. Название восходило к метафорике стихотворения «Хвала Солнцу», открывающего внутренний цикл «Солнце-сердце». Чувства, испытываемые Ивановым к Сергею Городецкому и Маргарите Сабашниковой, образовали цикл «Эрос», которому предшествовал одноимённый небольшой сборник. Однако двухтомник включал и политический пласт (цикл «Arcana», то есть «Таинство»), апокалиптически истолкованный, что задаётся эпиграфом из Агриппы Неттесгеймского. Агриппой сильно увлекался Брюсов, которому посвящён цикл. Согласно немецкому мистику, в 1900 году от Рождества Христова над Вселенной начнёт властвовать новый мировой кормчий Офиель. Неудивительно, что основными лейтмотивами этого цикла являлось появление нового человека в новом веке и характеристика этого века; в глубинном смысле это было близко брюсовским «Грядущим гуннам».
Сквозной темой цикла является описание переживания Бога, личный мистический опыт и связанное с ним преображение личности. Центральный образ «Солнца-сердца» при этом принадлежал нескольким традициям, из которой ведущей являлась символика Ницше из «Заратустры», однако присутствовала и солярная тема русского модернизма. В стихотворении «Узлы змеи» явно развивалась дантовская образность, когда христианская идея о воскресении после перенесённого страдания сопоставляется с дионисийской идеей о грехе как пути к богу (Иванов воспринимал грех как страдание), — всё это было намечено в стихотворении «Крест зла» из предыдущей книги «Прозрачность». В этом контексте появляется мотив «Солнца Эммауса», возникло словосочетание «Cor ardens» — цитата из латинской Вульгаты из эпизода явления Христа в Эммаусе. Одноимённый раздел собран из стихотворений, касающихся темы единства мистических переживаний в христианстве и дионисийстве; большинство этих стихотворений посвящено философам, включая Сергея Булгакова и Николая Бердяева.
«Гафизические» переживания также нашли место в «Пламенеющем сердце». К собраниям писались стихи, два из которых вошли в книгу Иванова, образовав маленький цикл «Палатка Гафиза»; третье стихотворение было включено О. Шор в примечания к циклу. Ещё два стихотворения — «Petronius redivivus» и «Анахронизм» — отражали кружковые имена (Петроний и Reпouveau — В. Нувель, Антиной — М. Кузмин). В стихотворении «Жалоба Гипериона» (Гиперион — одно из «гафизитских» имён Иванова) лирический герой обличает «мучителей»-друзей тем, что они заняты лишь эротикой и винопитием, а самому Гипериону достаются лишь «злые занозы» и «лютые жала» — «стрелы в удел от Эрота». Здесь повторяются мотивы предыдущего, солнечного цикла, в том числе мученичества Солнца.

### Миф и музыка. Мелопея «Человек»
Интерес к мистериальной стороне античной, а затем и мировой культуры, был заложен у Вяч. Иванова ещё в берлинские годы. В книге Э. Целлера о греческой философии (сохранившейся в библиотеке Иванова) большой раздел был посвящён пифагорейцам, чей союз определялся как «организация мистерий», проводимых в форме оргии. При этом Целлер подчёркивал, что пифагореизм был вариантом теологии, поскольку его философия была основана на мистике и вере в откровение. Эта основа была в полной мере реализована в антиковедческих работах Иванова 1910—1920-х годов, в том числе книге «Эллинская религия страдающего бога» (1917) и докторской диссертации «Дионис и прадионисийство» (Баку, 1923); кроме того, ещё в 1913 году часть идей была выражена в статье «О Дионисе орфическом». Вслед за Ф. Ф. Зелинским Иванов полагал, что дионисийская религия раскрывала внутреннюю логику пифагореизма и трансформировала пифагореизм в орфизм, сделав его формой космогонии (из частей разорванного Титанами Диониса возникло Целое) . В современной культуре Вяч. Иванов связывал господство дионисийского принципа с экстатической природой музыкальных состояний души, а аполлонийского — с визионарностью. Синтез этих начал — аналог мировой гармонии, отражающейся в состоянии души. Господство монологизма (клавесина — фортепиано) в европейской музыке, потеснившее хоральную полифонию, должно быть постепенно преодолено.
6

И некий нежный вихрь златым покровом

Меня обвеял. Из сетей сквозных

Озрелся я: в преображеньи новом

Не храм предстал, но мириад родных,

Людской собор, как невод, полный ловом.

И в сонме лиц я различал иных,

Что ближними моими были прежде;

И все сияли в солнечной одежде —

7

Созвездьями: зане семью стяжал

Свою по духу каждый дух свободный,

И каждое созвездие держал

В отверстом лоне ангел, ликом сходный

С тем сонмом, коего отображал

Таинственно прообраз первородный.

И ангелы сильнейшие увей

Простерли над соборами церквей.

8

Двенадцать было по черте округи

Верховных ликов ангельских и сил.

Над ними Духа молнийные вьюги

Кружились и влекли весь строй светил.

И что́ я мнил за стрельчатые дуги,

Сложеньем было духоносных крыл.

Сквозила в крыльях просинью сапфира

Окраина Вселенского Потира.
В собственном поэтическом творчестве Иванов отрефлексировал эти исходные положения в соответствии с теориями А. Н. Веселовского о лирике как сплаве мелоса, логоса и слова. Веселовский ввёл в этот ряд проблему гармонии: поэзия развилась, по его мысли, из хорового начала. Неудивительно, что принцип организации лирического текста на основе диалогических хоровых партий в высшей степени характерен для Иванова. Излюбленными его жанрами были оды, гимны, псалмы и дифирамбы, имеющие мелодическую основу и использующие практику экстатического восторга, диалогичности и звучания хоров. Иванов вводил понятие симфонического принципа, под которым понимал архитектонику целого, организованную варьированием тем, лейтмотивов, звуковых повторов и созданием ритмодинамики при доминировании коллективного хорового начала или ведущего «голоса» в диалоге, как в античной трагедии или лирике.
Способом соединения и реализации мифа и логоса у Вяч. Иванова является мелос-гармония. Родственным понятием является пневматология, учение о всепроникающем и всё формирующем духе-пневме (др.-греч. πνεύμα). В своих книгах, посвящённых дионисийству, Иванов писал о выходе за пределы реальности через разнообразные формы экстаза; этот последний позволяет достичь состояния божественного вдохновения, как о том писали Еврипид и Платон («Ион»: 533e—535a, 542a), «Федр»: 244b—e, 245a—b). Идея мелоса-пневмы оказалась в полной мере реализованной в «Кормчих звёздах»: в принципах архитектоники, ритмо-мелодических законах и версификационных стратегиях. Дальнейшим развитием этих принципов стала мелопея, как Иванов именовал свою философскую поэму «Человек», основная часть которой была создана в 1915 году. С. Титаренко называла мелопею одним из величайших его экспериментальных творений. Примечательно, что в ивановской эстетике понятие мелопеи так и не получило определённого обоснования и осталось условным. Понятие это было взято из античной музыкальной эстетики и восходило к корням μελοποιία — «сочинение песен» и одновременно музыки к песням. Корень μέλος имеет несколько значений: первое — «песнь, лирическое стихотворение, мелодия, лад»; второе — «член». С ним связан глагол μελíζω — «расчленять, рассекать». Эти слова Платон и Аристотель использовали в контексте размышлений о ритме и строе. В платоновском «Пире» имеется суждение о том, что Эрот музы Урании требует искусства мелопеи, а когда строй и ритм нужно передать людям, либо сочинив музыку, либо правильно воспроизведя уже сочинённые лады и размеры, эта задача также именуется мелопеей, требующей чрезвычайного труда и большого искусства (Пир. 187с). Примерно о том же трактуется в «Государстве» (III, 398d).
Вяч. Иванов работал над своей мелопеей параллельно с научными трудам о Дионисе и прадионисийстве и орфизме. Поэма была построена на пифагорейско-орфической музыкальной основе, на что указывает трансформация отдельных стихотворений в строфы, обозначенные греческими буквами, с выделением акмэ (ακμή) по принципу звукоряда, основанного на повышении и понижении тонов. О том же он писал С. К. Маковскому и изображал в специальных схемах: две полярные ритмико-мелодические линии стихов организуются соответствием и симметрией по принципу строфы-антистрофы (12 стихов). Следующие 17 стихов с контрапунктом символизируются треугольником, а венок сонетов (15 стихов) основан на круге как принципе возврата. Круг воплощает в эпилоге гармонию, целостность и завершённость. Поэма «Человек» основана на параллельном ведении темы, её переплетении, во второй части они объединяются и достигают акмэ, а в третьей и написанной в 1919 году четвёртой части лейтмотивные темы «вращаются» и приводят к круговому эпилогу — хору, завершающему симфонию целого.

### «Зимние сонеты»
То жизнь — иль сон предутренний, когда

Свежеет воздух, остужая ложе,

Озноб крылатый крадется по коже

И строит сновиденье царство льда?

Обманчива явлений череда:

Где морок, где существенность, о Боже?

И явь и греза — не одно ль и то же?

Ты — бытие; но нет к Тебе следа.

Любовь — не призрак лживый: верю, чаю!…

Но и в мечтанье сонном я люблю,

Дрожу за милых, стражду, жду, встречаю…

В ночь зимнюю пасхальный звон ловлю,

Стучусь в гроба и мертвых тороплю,

Пока себя в гробу не примечаю.
Невозможность соборного жизнетворчества и мистериального мира в обезбоженной реальности стала совершенно очевидной для Иванова уже в первые послереволюционные годы. В лирическом плане это вылилось в цикл из двенадцати «Зимних сонетов», которые позднейшими критиками признавались одной из вершин его творчества. Их внешний — содержательный — уровень отражал полную лишений жизнь в условиях гражданской войны и разрухи, болезнь жены и сына. Поводом для написания сонетов стало помещение жены Веры и сына Дмитрия в санаторий «Серебряный Бор», который в тот период находился за пределами города, и Вячеславу Ивановичу приходилось преодолевать немалое расстояние в санях по зимней стуже и бездорожью, чтобы проведать их. Центральным образом сонетов стала «зима души» — экзистенциальное состояние лирического героя, при котором собственное физическое тело он начинает воспринимать лишь как своего двойника. Преодолеть разрыв между физическим и духовным телом, обрести путь к себе самому, может лишь «Я», взыскующее Бога. Путешествие по зимнему ландшафту — метафора для обозначения стремления души к высшему смыслу; движение же по плоскости жизни не имеет смысла, или смысл его не истинен; стихия души — вертикаль. Д. П. Святополк-Мирский в своей истории русской литературы относил «Зимние сонеты», как и переписку с М. О. Гершензоном, к «важнейшим памятникам эпохи». В то же время, он противопоставлял сонеты прежнему поэтическому творчеству Иванова: в отличие от недоступной «александрийской» поэзии, «Зимние сонеты» менее метафизичны, проще по языку, человечнее. Холод и голод представали как стихийные враги неумирающего духовного огня, которому, однако, ещё предстоит выжить. В написанной в 1922 году статье Святополк-Мирский заявил, что если бы Вяч. Иванов написал только «Зимние сонеты», этого было бы достаточно, чтобы считать его «драгоценнейшим поэтом современности». По степени совершенства он сравнивал этот цикл с «Двенадцатью» Блока, но это совершенство иного порядка — высокой аскетики и чистоты индивидуального духа. «Это очищенное до последней чистоты мужество человека, стоящего лицом к лицу со смертью, Небытием и Вечностью». Анна Ахматова много позднее утверждала, что Иванов смог «в 1919 году, когда мы все молчали, претворить свои чувства в искусство, вот это что-то значит».

### «Римские сонеты»
Вновь арок древних верный пилигрим,

В мой поздний час вечерним «Ave, Roma»

Приветствую как свод родного дома,

Тебя, скитаний пристань, вечный Рим.

Мы Трою предков пламени дарим;

Дробятся оси колесниц меж грома

И фурий мирового ипподрома:

Ты, царь путей, глядишь, как мы горим.

И ты пылал — и восставал из пепла,

И памятливая голубизна

Твоих небес глубоких не ослепла.

И помнит в ласке золотого сна,

Твой вратарь кипарис, как Троя крепла,

Когда лежала Троя сожжена.
31 декабря 1924 года Вяч. Иванов писал из Рима Михаилу Гершензону, что у него «рифмы проснулись». Поэт очень давно осознал для себя соотнесённость собственной судьбы с Вечным Городом, что мыслилось им, вероятно, и в контексте приобщения к вечности. Он неоднократно повторял, что приехал в Рим, чтобы умереть. По мнению А. Б. Шишкина, эту формулу следует понимать не буквально, а как декларацию отречения от современности, завершения эпохи или перехода к новой стадии существования. В ноябре — декабре 1924 года Иванов написал в Риме цикл «Римских сонетов», которые мыслились как продолжение и противопоставление самому трагическому из циклов «De Profundis amavi», писавшихся летом 1920 года во время смертных мук Веры Шварсалон-Ивановой. Цикл «Римских сонетов» занял исключительное место в зрелом творчестве самого Иванова и всей русской поэтической традиции: ни до, ни после «римских» поэтических циклов не создавалось. Однако этот цикл в известной степени подводил итоги всему поэтическому творчеству Иванова. Например, рифма «Рим» — «пилигрим», открывающая начальные опоясывающие катрены в I «Римском сонете»
и повторённая в опоясывающих рифмах в терцетах в завершающем VIII сонете, была найдена уже в ранних набросках об Италии и Риме 1892 года.
Образ древнеримских арок, начинающий катрены в первом сонете, мифопоэтически осмыслен как символ всеединства в духе Владимира Соловьёва. В дальнейших стихотворениях цикла обозначение реальных объектов, открывающихся путнику от самой Аппиевой дороги и Аврелианских врат, отсылает к высшему смыслу, который сам Иванов именовал «реальнейшим». Игра реальности и иерархически надстроенных над ней высших смыслов характерна для всего цикла. В сонете «Regina Viarum» (открывающем цикл) лирический герой предстаёт перед читателем на Аппиевой дороге — «царице путей», затем на Квиринальском холме («Monte Cavallo»), откуда идёт, минуя «улицу четырёх фонтанов» («L’acqua felice»), где неподалёку, в доме 172, Иванов снимал тогда квартиру, на Испанскую площадь к ладье-фонтану («La Barcaccia»); оттуда следует на площадь Барберини к фонтану «Тритон» («Il Tritone»), затем в средневековое гетто к Фонтану черепах («La Fontana delle Tartarughe»), поднимается к храму Асклепия, отражающемуся в озерце, на берегу которого бьют фонтаны («Valle Giulia»), спускается к фонтану Треви («Aqua Virgo») и, наконец, вновь поднимается на холм Пинчо, откуда открывается вид на Рим и купол св. Петра («Monte Pincio»). Описание реального — хотя и протяжённого — пути рассчитано на множественность прочтений. В биографическом плане — это завершение земных скитаний и обретение Рима — царицы путей («Regina Viarum»). Текстуально это подчёркивается движением от арок к Куполу — слово, последнее в цикле, написанное с заглавной буквы. Путь ведёт к символу всеединства и христианского универсализма. Глубинные смыслы намекают на вергилиев миф об основании Рима выходцами из Трои, а множество фонтанов — на водную стихию, Дионисийское начало. Образ фонтана таил и другие смыслы: в Риме фонтаны нередко украшались античными саркофагами — вместилищами праха. Соединив саркофаг со славянским кладезем-источником, Иванов придал погребальному образу значение как глубины, так и жизненного движения. Как обычно у поэта-символиста, в «Римских сонетах» большую смысловую нагрузку несла цветовая гамма. Символом Золотого Рима является доминирующий цвет золота и солнца и его оттенки — медвяный, огнистый, огненный, а также синий, зелёный, оранжевый, красный, голубой, бронзы и серебра, — все ассоциируемые с сакральным пространством.
Рифмы катренов в первом сонете составляют имя Вечного Города в русской («Рим» — строки 1, 3, 5, 7) и латинской транскрипции («Roma» — строки 2, 4, 6, 8). Торжественное звучание рифм, по А. Шишкину, указывает на то, что враги пытались уничтожить не только Вечный Город, но и его имя; поэтому апофеоз римского имени противопоставлен «словоборчеству» варваров и усилен оттенками гласных и согласных. Иванов был щедр и на мифологически-поэтические палиндромы: латинское «Roma» — «Amor», и русским «Рим» — «мир». Для всего цикла существенна рифма «Roma» — «дома»: по-итальянски domo означает «купол», «собор», а также «небесный свод»; вероятно, последнее слово IX, завершающего, сонета — «Купол», служит заключительным в этой связке.

### Символическая эстетика Иванова
В теоретических работах Вяч. Иванова последовательно, строго и академично рассмотрены вопросы сущности символизма вообще и русского символизма в частности. Он оперировал терминами диалектики: «теза», «антитеза» и «синтез». Суть первого момента для Иванова заключалась в открывшейся вдруг перед внутренним взором художника бесконечно многообразной реальности иного, высшего бытия, которое открывается в видимом преходящем мире в ряде соответствий (correspondances Бодлера), то есть символом. Русский символизм, по мысли Иванова, не хотел и не мог быть «только искусством», его миссия — теургия, но перед реализацией теургической задачи символистам предстоит испытание «антитезы» (чувствительность натуры Врубеля вообще привела его к безумию). Сам Иванов, по выражению Бердяева, «лишённый чувства катастрофического», прозревал высшую стадию символизма — синтетическую. Для понимания этой стадии Ивановым важно введённое им понятие «внутреннего канона», который, как во времена Средневековья, должен существенно дисциплинировать современного художника (то есть символиста) и вывести его на принципиально новый уровень уже не только и не столько искусства, а бытия. В этом Иванов следовал В. Соловьёву: на синтетической стадии символизма художник выходит за пределы традиционного искусства и перерождается в теурга. Теург на основе глубинного созерцания целостной и единой сущности бытия (Души Мира, Плоти Слова, то есть во Плоти пребывающего по Воскресении Христа) созидает новое бытие, более возвышенное и духовное, чем существующее. В терминах эстетики это «большой стиль», а реальное воплощение его — грядущая сакрально-художественная мистерия, возникающая на основе традиционного эпоса и трагедии. Мистерия есть конечная цель и смысл всего символистского движения, основа нового уровня человеческой культуры. Когда в 1910 году Иванов высказал эту идею, она испугала и Брюсова, и Блока. Сам Иванов не видел реальных перспектив реализации мистериального обетования. Блок после революции 1917 года, по В. В. Бычкову, связал мистериальную теургию с русской революцией и поставил во главу её Христа в «белом венчике из роз». Остальные мыслители круга Иванова (Андрей Белый, Мережковский, Франк) восприняли его идеи скептически, если не иронически.
Окончательно кристаллизовавшуюся теорию Вяч. Иванов представил в 1936 году в статье «Символизм» для 31-го тома «Итальянской энциклопедии». В статье он характеризовал свой символизм как субъективный (итал. simbolismo soggettivistico). Иванов писал, что «в своём стремлении от внешней видимой и объективно существующей реальности к реальности более высокой, более реальной в онтологическом смысле (лат. a realibus ad realiora) реалистический символизм по-своему осуществлял „анагогический завет средневековой эстетики“ — возведение человека от чувственного и через посредство чувственного к духовной реальности». В западной культуре возобладал субъективный символизм, который признал объективное менее привлекательным, чем вымысел художника. Реалистический символизм, по убеждению Иванова, был единственной формой сохранения и развития мифа как глубинного содержания символа, понятого в качестве реальности. Миф по Иванову — некая объективная реальность, содержащая в себе истину о «более реальной реальности», поскольку он результат не личного, а соборного сознания. Миф как сакральная реальность открыт соборному сознанию в акте мистерии (в древности — элевсинских, самофракийских и проч.). Перейдя в народно-историческое достояние, миф становится мифом в полном смысле слова. Истинный миф лишён личностных характеристик — творца или слушателя, — ибо это объективная форма хранения знания о реальности, обретённая в результате мистического опыта и принимаемая на веру до тех пор, пока в акте нового прорыва к той же реальности не будет открыто о ней новое знание более высокого уровня. Тем самым старый миф сменяется новым. Отсюда Иванов заявлял, что сверхзадачей символизма является мифотворчество. Речь не идёт о художественной обработке древних мифов или писании фантастики, а об истинном мифотворчестве — душевном подвиге художника.
По Иванову, художник не может творить вне связи с божественным всеединством и должен воспитывать себя до реализации этой связи. Миф является событием внутреннего опыта, «личного по своей арене, сверхличного по своему содержанию», и лишь тогда через посредство художника он будет переживаться всеми. В идеале мифотворчество должно реализоваться в особой форме искусства — новой Мистерии. Иванов мыслил её как возникающую и развивающуюся на основе театра, но переросшую рампу и сцену. Иванов исходил из того, что театр возник из Дионисовых мистерий, как художественное воплощение соборного мистического опыта. Хор играл в древнем театре роль и функции этого соборного начала. Соборный религиозный опыт в современности, как верил Иванов, сохранялся в фольклорной памяти души. Отсюда особый интерес Вячеслава Ивановича к славянским народным истокам.
Парадигму грядущей Мистерии Иванов видел в сакральном действе, объединяющем актёров и зрителей в качестве полноправных участников; прямым аналогом является литургическое богослужебное действо. Ещё в 1914 году, за несколько лет до П. Флоренского, в статье о Чюрлёнисе Иванов писал о богослужении как исторической реализации и прообразе будущего синтеза искусств. Ближе всего к этому подошёл, по мысли Иванова, Скрябин. Иными словами, эстетика Вяч. Иванова целиком находилась в сфере религиозного и постоянно приводила его к рассуждениям о новом религиозном сознании и адекватной ему духовно-эстетической практики.

## Религиозно-философские искания Вяч. Иванова

### Иванов и Религиозно-философское общество

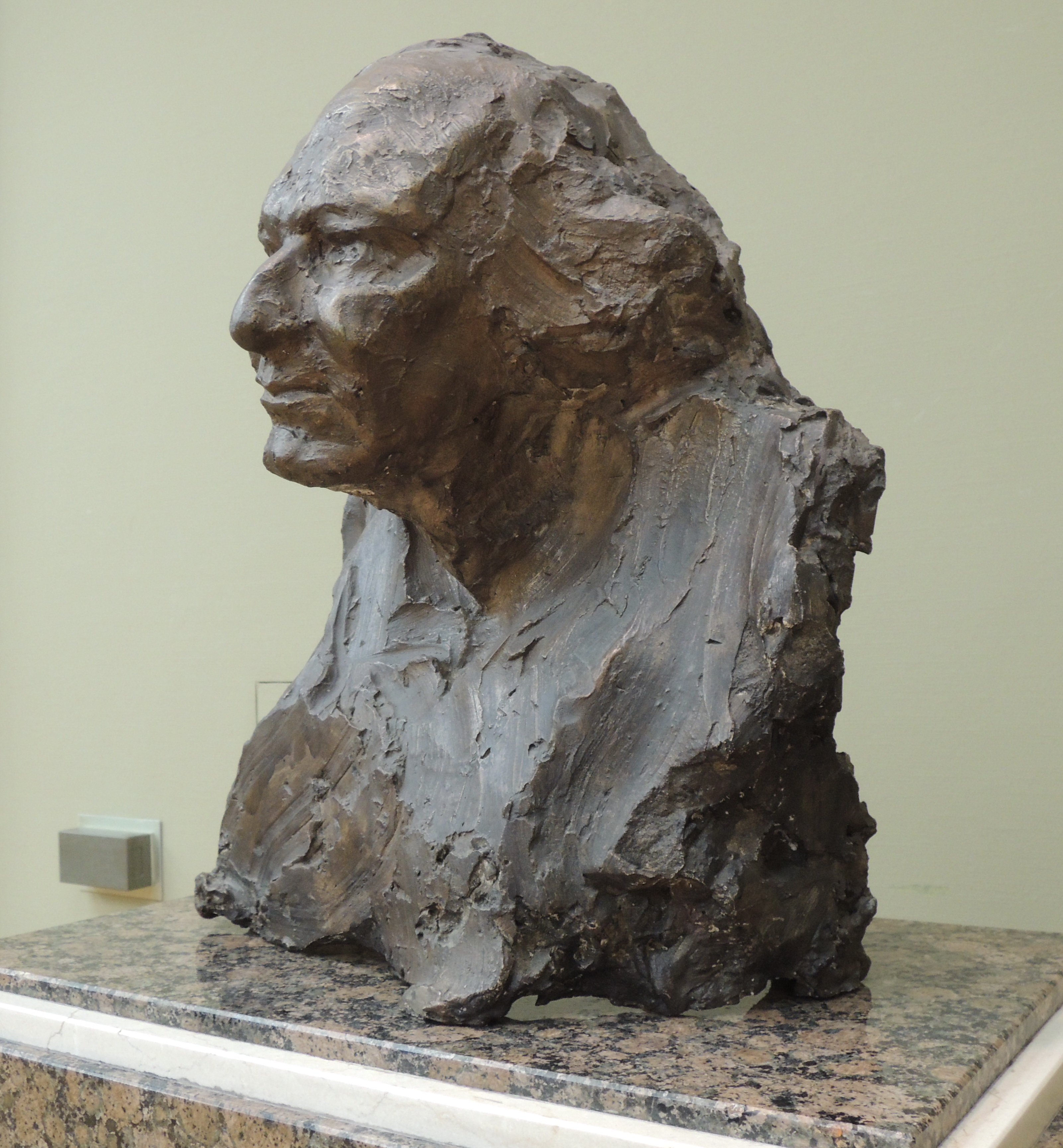
Анна Голубкина. Портрет Вячеслава Иванова, 1914. Музей-мастерская А. С. Голубкиной

Деятельность РФО неотделима от наследия «Башни», более того, членами Религиозно-философского общества и наиболее часто выступавшими там людьми были активные участники ивановских собраний. По подсчётам А. А. Ермичева (РХГА), Вяч. Иванов выступал в РФО с докладами 8 раз, Д. Мережковский сделал 9 докладов, Д. Философов и А. Карташёв — по 10, В. Розанов — 6, Н. Бердяев — 4. Делали сообщения также В. Эрн, Ф. Зелинский и молодой тогда Ф. Степун, а действительными членами Общества числились Е. Герцык, З. Гиппиус, С. Булгаков, В. Бенешевич, и многие другие, включая Мейерхольда и А. Минцлову. Лично Иванов был причастен к созданию Секции по изучению вопросов истории, философии и мистики христианства, причём сам выбирал обсуждаемые проблемы и направлял стратегию и тактику обсуждений. Всего в секции состояло 30 действительных членов и 54 члена-соревнователя, а в период 1909—1912 годов некоторые собрания проходили в квартире Иванова на Башне. При этом не существует определённых сведений, когда впервые Вяч. Иванов появился на заседаниях РФО. Возможно, это произошло 3 февраля 1908 года при докладе В. Эрна «Идея христианского прогресса». Обсуждаемая проблематика отличалась от пропагандируемой Мережковскими и Философовым: наиболее резко стоял вопрос о границах церкви и о свободе в русском православии.
О своей позиции в те годы Иванов сообщал в письме Е. Шору в 1933 году:

Я хотел быть понятным и приемлемым для разномыслящих, из которых большинство были неверующими в смысле положительной религии. Я хотел, говоря «с эллинами по-эллински», базироваться на свойственном времени предрасположении к «мистически окрашенному» умозрению, между тем как сам я уже стоял на почве положительного, даже церковного христианства, о чём открыто говорил только в «христианской секции» петербургского Религиозно-философского общества, председателем которой состоял.
При этом с докладом «О Церкви» Иванов выступил только в феврале 1910 года, но ни сам доклад, ни материалы к нему не сохранились. В те годы он явно оппонировал Розанову и Мережковскому в вопросе о недопустимости рассуждений о Третьем Завете и противопоставлял им свой извечный поэтико-мифологический концепт Матери-Земли. Вероятно, доклад Иванова был связан с его циклом лекций о Достоевском, в котором рассуждал о агиологии и демонологии Фёдора Михайловича и учении о перерождении государства в церковь (разговор в келье Зосимы — «Братья Карамазовы», кн. 2, гл. 5). В феврале 1911 года Иванов выступал на заседании РФО в Москве, в актовом зале университета Шанявского в докладом «О значении Вл. Соловьёва в судьбах нашего религиозного сознания». Среди слушателей был студент Московского университета А. Ф. Лосев. В марте на Башне долго гостил Ф. Степун, который вёл с Ивановым дискуссии об эллинстве и теургическом искусстве.
Во второй половине 1911 года деятельность РФО и ивановской секции начала вызывать подозрения у властей, и, судя по имеющимся данным, в сезон 1911—1912 годов было прочитано всего три доклада, в том числе Андреем Белым. Первоначально предполагались как минимум два выступления Вяч. Иванова, но из этого ничего не вышло. 19 мая 1912 года Вячеслав Иванович с семьёй уехал за границу, и на этом закончилась «Башня» и ивановская секция Религиозно-философского общества.
При посещении Петербурга в январе 1914 года Иванов, несмотря на крайне напряжённый график работы, сразу в день приезда направился в РФО. 26 января слушались прения об исключении из Общества В. В. Розанова, на которых Иванов выступал пятнадцатым, завершая заседание. Он воспользовался возможностью подытожить многое из ранее сказанного и сделал упор на недопустимости идеологических мерок при оценке творчества писателя. Вопрос о Розанове, таким образом, был переведён в политическую плоскость и контекст будущего — не только Общества, но и всей страны. Иванов пророчествовал о величайшей опасности, наподобие пережитой в 1905 году революции, утверждая, что голос Розанова будет в новой смуте очень важен. Напротив, партии, именующие себя «демократическими», оказывались менее толерантными, чем царское правительство.

### Поворот к православию. Христианство Иванова
День третий рдяные ветрила

К закатным пристаням понес…

В душе — Голгофа и могила,

И спор, и смута, и вопрос…

И, беспощадная, коварно

Везде стоит на страже Ночь, —

А Солнце тонет лучезарно,

Её не в силах превозмочь…

И неизбежное зияет,

И сердце душит узкий гроб…

И где-то белое сияет,

Над мраком зол, над морем злоб!

И женщин белых восклицанья

В бреду благовестят — про что?…

Но с помаваньем отрицанья,

Качая мглой, встает Ничто…

И Кто-то, странный, по дороге

К нам пристает и говорит

О жертвенном, о мертвом Боге…

И сердце — дышит и горит…
Московский период ознаменовался для Иванова тесным сотрудничеством с Религиозно-философским обществом памяти Вл. Соловьёва и издательством «Путь». По словам Р. Бёрда, вместо утопических мечтаний о хоровых общинах он начинает «исследовать землю» и провозглашает общественным идеалом воцерковление. Это немедленно привело к столкновению с Бердяевым, поскольку Иванов отверг деление православия на церкви «вечную» и «историческую», рассуждая о «текучей соборности». В послании от 30 января 1915 года Бердяев обвинил его в измене заветам свободолюбия и памяти Л. Д. Зиновьевой-Аннибал и даже в «отречении от Диониса» — не в первый и не в последний раз. По мнению Р. Бёрда, идеал Иванова о самопожертвовании во имя безграничного совершенно не изменился, с тем только, что Рим первый оказался на время заменён Римом вторым, то есть Царьградом. На какое-то время Вяч. Ив. увлёкся идеалом агиократии, под которым понимал вселенский Третий Рим как живое предание, уводящее в вечность. Судьба же церкви для него напрямую зависела от судьбы России — Рима:

Если в петербургский период Иванов рисковал низвести религию до уровня искусства, то в московский период он грешил скорее обратным. Однако даже при смешении таинств и художественных действ, идея преемственности как основы культуры и христианского Предания предвещала положительные возможности развития для его мировоззрения.
В общем, собственное учение Иванова часто выводило его за пределы православия и христианства вообще. Призывая вознестись в реальность символа и символизма, Вячеслав Иванович не требовал от человека выявления его самости, очищения от грехов. По словам Н. Попова, «Ни к чему не обязывая человека — главного участника „реального“, символизм тем самым уничтожает реальность ожидаемого им реального и делает из него простую абстракцию». В римские годы Иванов сам характеризовал свои взгляды как «языческий гуманизм» и «ересь тёмную волхвов», однако, по Р. Бёрду, множество его идей представляет существенный интерес для православного богословия. При этом Иванов избегал суждений о последней реальности, вероятно, считая, что его дело — способствовать новому Богоявлению через слово и образ. Начиная с 1909 года он неоднократно свидетельствовал о личном исповедании христианской веры. 24 ноября 1909 года, выступая в Теософском обществе, он решительно отверг теософию. Это не мешало ему и тогда, и позднее открыто интересоваться розенкрейцерством или гностицизмом, давая поводы к обвинениям в тлетворном влиянии на Церковь. Однако это выражало общие особенности мышления Иванова — его стремление оперировать мифами как наиболее авторитетным свидетельством о глубинной мотивации человека. Эстетичность и повествовательная целостность выносилась на первый план. Так, Иванов причислял Ницше к сонму христианских подвижников. Прекрасно понимая фактическую неверность этого утверждения, он был убеждён в его внутренней «правде» и предоставлял своим читателям судить о вере по «делам» — поэзии и умозрению.
Иванов провозглашал апофатизм, уклоняясь от прямого именования, что сильно заметно в его поэзии экстатического дифирамба неописуемому «Лицу» или безымянному «Имени». В стихотворении «Путь в Эммаус» Иванов уподобил своё ослепление перед последней реальностью тому, как апостолы не узнали Христа после Его воскресения. Соответственно, в свои московские годы, сотрудничая с православными мыслителями, он больше внимания уделял истории христианской России, чем актуальным для эпохи спорами об имяславии или софиологии. Явно обозначив приятие соловьёвского учения, имени «София» он избегал. В имяславских спорах он явно сочувствовал кавказским отшельникам, занятым «умным деланием», и эти образы отразились в его поэзии 1910-х годов. Однако в стихотворениях, посвящённых иконам и другим предметам религиозности, Вячеслава Ивановича более интересовал повествовательный элемент. Это было заметно до такой степени, что С. Франк даже говорил об «иконоборчестве» Иванова: даже в моменты наиболее последовательной православной самоидентификации он рассматривал религию как текст.
Медиевист Е. Ананьин, общавшийся с Ивановым в Италии, оставил следующее суждение о его религиозности:

Его религия была чем-то светлым, без тени изуверства, и он именовал своё кредо, следуя некоторым мыслителям Ренессанса, «докта пиэтас», в которой религиозная интуиция сочеталась гармонически с античной философией. Платон был для него предшественником Христа. Эта мысль навеяна ему была, может быть, его учителем Влад. Соловьёвым, которого он очень высоко ценил.

### «Переписка из двух углов»
Весной 1920 года Вяч. Иванов оказался в одной с М. Гершензоном палате государственного санатория в Москве. Вместе с ними в заведении находился и В. Ходасевич, который описал их быт: кровати двух мыслителей находились в разных углах комнаты, по диагонали друг от друга. Иванова в этой обстановке посещали юные тогда В. Н. Волошинов и M. М. Бахтин. Согласно О. Шор, Иванов однажды заявил своему соседу: «Мы слишком много разговариваем и мешаем друг другу заниматься; давайте лучше обмениваться письмами». Предложение было принято, тогда же возникло понятие и заглавие: «Переписка из двух углов».

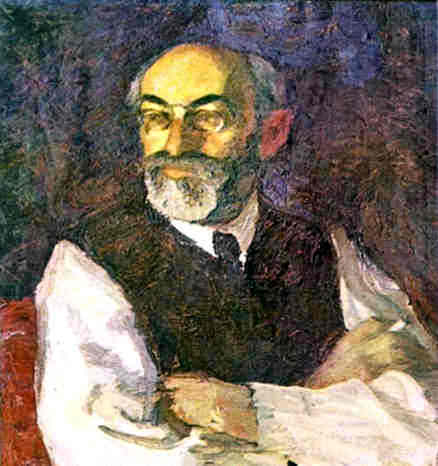
Леонид Пастернак. Портрет Михаила Гершензона. 1917

По мнению Р. Бёрда, в переписке с Гершензоном наиболее выразилась вся двусмысленность философской позиции Иванова, который проповедовал одновременно преемственность культуры и её запредельные истоки и назначение. В житейском плане это проявлялось в одновременной поддержке Советской власти и настойчивых попытках отъезда из-под неё. Более того, в пятом послании «Переписки», Вяч. Иванов напрямую установил связь между гершензоновской темой усталости от культуры и общим желанием обоих корреспондентов уехать из России. Не случайно, что эту тему Г. Флоровский связывал с метафизической обращённостью Иванова и его утверждением независимости личного сознания от культурной среды. Независимость сознания основана на вере в Бога, и она дарует независимость от революционной реальности: «жить в Боге значит уже не жить всецело в относительной человеческой культуре, но некоею частью существа вырастать из неё наружу, на волю». Завершение «Переписки» вопросом: «не разойтись ли нам по своим углам?» может быть связано с отказом Иванову в уже обещанном ему отъезде за границу. Усиление призывов Иванова к углублённому следованию традиции связано с его отказом от давней мысли о мгновенном переходе в царство красоты. Взамен приходит размышление о возврате к первоистокам бытия. Примечательно, что, несмотря на относительную краткость сроков «Переписки», её герои кардинально переменили свою позицию от начала к концу. Иванов назвал русскую интеллигенцию «бегунами», констатируя, что испытывает отвращение к бегству как единственному средству решения любых затруднений. Гершензону пришлось признать, что возможна внутренняя свобода в культуре, тогда как Иванов под влиянием утверждений своего друга оставил тезис о своей трансцендентности культуре и смог осознать (пусть поневоле) глубочайшую в ней укоренённость. Начав с идеи свободы от культуры, Вяч. Иванов закончил утверждением свободы посредством культуры.
«Переписка из двух углов», чудом возникнув в политической и интеллектуальной ситуации Москвы 1920 года и чудом оказавшись опубликованной, воспринималась современниками как произведение принципиально нового жанра. Она вышла в свет в 1921 году в считавшемся «свободным» издательстве «Алконост» тиражом 2000 экземпляров. Второе издание на русском языке вышло в Берлине в 1922 году. Благодаря ряду переводов на европейские языки популярность книги стала мгновенной. Эрих Голлербах в 1920-е годы осуществил «Переписку из двух миров», а освободившийся из лагеря Беломорстроя А. Ф. Лосев сочинил «Переписку в комнате». Актуальность «Переписки» не перечеркнула даже Вторая мировая война, и в 1955 году Г. В. Адамович предложил Г. В. Иванову воссоздать «переписку из двух углов» о поэзии; впрочем, замысел так и не осуществился.

### Присоединение к Католической церкви

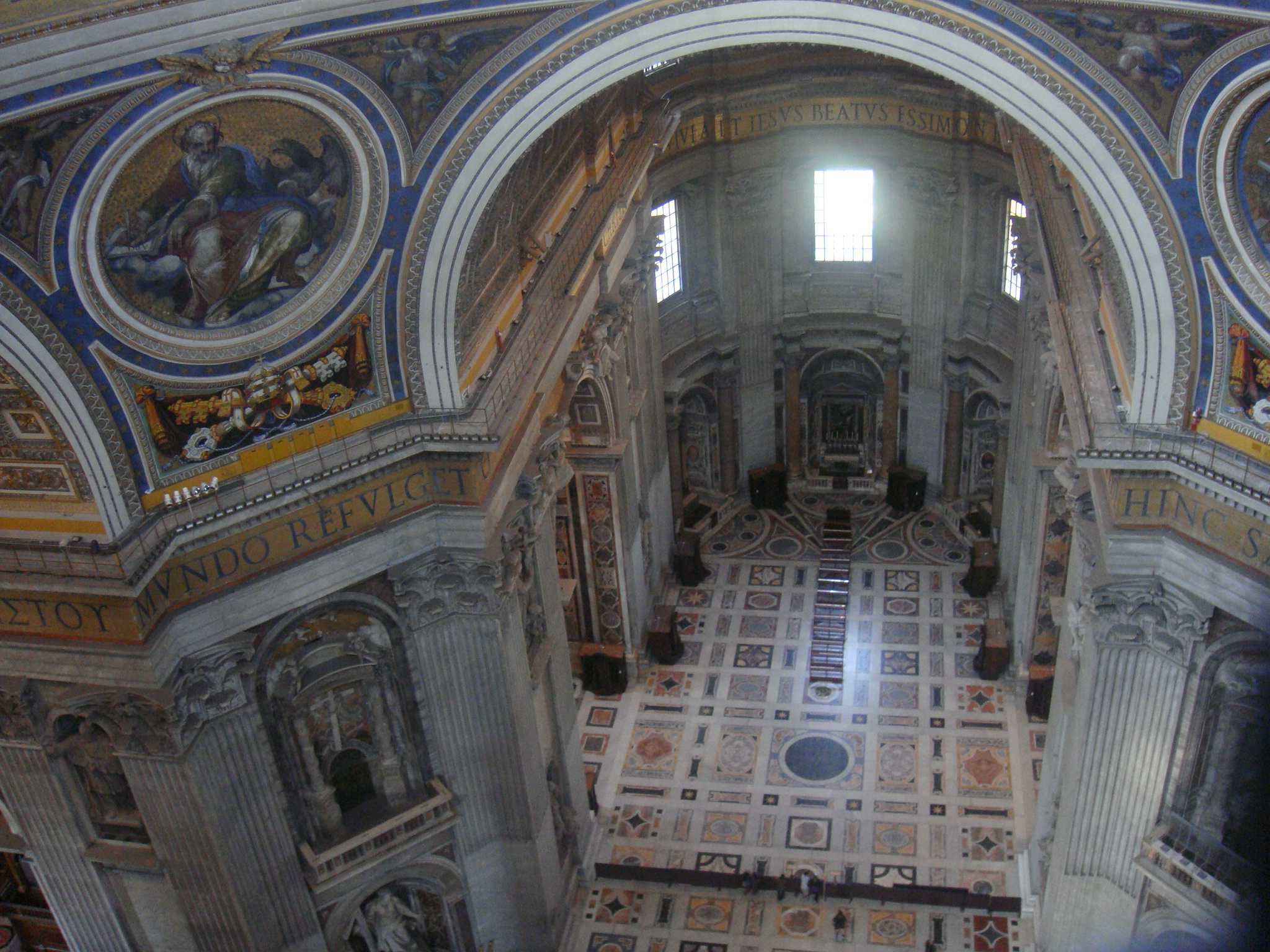
Правый трансепт Собора Св. Петра в Риме, где расположен алтарь Св. Вячеслава

Согласно Р. Бёрду, переход Иванова в Римско-католическую церковь следует рассматривать в контексте его личной историософии и непрямого характера его богословского мышления. Впервые определённо он демонстрировал симпатию к католицизму в годы, последовавшие за смертью Л. Д. Зиновьевой-Аннибал. Судя по свидетельству тайного экзарха униатской церкви Леонида Фёдорова от 1912 года, симпатии Иванова к католицизму тогда основывались на его собственных эстетических и мистических фантазиях. В письме Шарлю дю Босу 1930 года Вяч. Иванов совершенно иначе осмысливал свой путь к духовному Риму. На первый план он вынес влияние Вл. С. Соловьёва, а затем — историческую катастрофу 1917 года и бессилие православной церкви перед лицом катаклизма. Переход в католичество явно удовлетворял и давние мечты Иванова о теократии, которую определял как «теандрию» (Богочеловечество). Наконец, Иванов весьма раздражённо писал об эмигрантах, которые отождествляли конфессиональные формы с идеей родины. Иными словами, Вяч. Иванов осмысливал своё присоединение как идеологический акт, сознательный выбор универсализма против партикуляризма.
14 марта 1926 года Вячеслав Иванов отправил в Конгрегацию восточных церквей прошение о соединении с католической церковью, но отдельным пунктом прописал дозволение совершить соединение по формуле В. Соловьёва, «поскольку испытывал некогда радость личного духовного руководства» с его стороны. Как и в случае с Владимиром Сергеевичем, произнесение формулы означало присоединение, а не переход или отречение от православной церкви. Более того, Иванов настаивал, что присоединение означает исповедание того, что его Церковь остаётся истинной, восточное святоотеческое предание и русские святые — действительными. Напротив, неканоническим он объявил Правительствующий Синод, подчинённый государству. Такая позиция в 1920-е годы была совершенно исключительной, и только во второй половине XX века стало ясно, что она опережала направление общения Русской православной и Римской церквей. Конгрегация восточных церквей перенаправила запрос Иванова на рассмотрение Конгрегации доктрины веры, которая 17 марта дозволила переход «по необычной формуле» (французский текст Соловьёва Иванов перевёл на итальянский язык), о чём 20 марта уведомила Конгрегацию восточных церквей. Однако у прелатов Собора Св. Петра формула вызвала замешательство. Сам акт перехода состоялся 17 марта по юлианскому календарю — в день праздника Св. Вячеслава у его алтаря в трансепте Собора Св. Петра в Ватикане, при этом присутствовал русский католический священник — отец Владимир Абрикосов. Вячеслав Иванов прочёл Символ веры вместе с формулой Соловьёва. Однако даже совершив переход, ещё целое десятилетие Иванов не поддерживал связей с русскими католиками и с униатами. Только перейдя на работу в Папский восточный институт в 1936 году, Иванов испытал некоторое влияние неотомизма. Известное влияние католицизма заметно в «Римском дневнике 1944 года», но, в общем, не привело к сколько-нибудь заметным переменам в идейно-художественном строе творчества Иванова. Более того, судя по переписке с С. Франком 1947 года, в последние годы жизни Иванов всё так же рассуждал о единстве «греческого» и «латинского» и до предела довёл субъективизм в обрядовом понимании религии.

### Иванов и европейские интеллектуалы

Вячеслав Иванов в гостях у Мартина Бодмера. Фото Бертольда Нейдхардта, 1934

Именно в годы пребывания в Павии Иванов наиболее тесно был связан с европейскими интеллектуалами. Он сошёлся с представителями ломбардского кружка, особенно индологом Луиджи Суали, библеистом Нашимбене, который сделался в 1930-е годы ректором Колледжо Борромео, политологом Беонио-Броккиери и другими. Иванов, вероятно, стремился воссоздать духовную атмосферу своей «Башни» и интеллектуальных «симпосионов», когда собрания были обращены прежде всего к личности собеседника и его интересам. В апреле 1931 года в Колледжо приехал Бенедетто Кроче, чья встреча с Ивановым превратилась с драматический и яростный спор о корнях непримиримых учений — христианства и абсолютного идеализма, трансцендентизма и имманентизма. При этом присутствовал Алессандро Пеллегрини, который попытался на своём уровне продолжить ивановскую «Переписку из двух углов». Пеллегрини же устроил специальный выпуск миланского журнала Il Convegno в начале 1934 года, целиком посвящённый Иванову. Авторами статей о творчестве Вяч. Иванова были Габриэль Марсель, Эрнст Роберт Курциус, Фаддей Зелинский, Фёдор Степун; были представлены поэтические произведения в итальянских переводах, в том числе авторских. Марсель написал и предисловие для французского издания «Переписки из двух углов». Не прерывал Иванов интеллектуальных связей с Германией. Собственно, в 1926 году Мартин Бубер опубликовал немецкий перевод «Переписки из двух углов» в своём журнале Die Kreatur. В 1931 году Бубер навестил Иванова в Павии. В 1932 году в Тюбингене вышел большой труд о Достоевском, в основу которого легли статьи из сборников «Борозды и межи» и «Родное и вселенское», капитально переработанные Ивановым. Кроме того, на рубеже 1927—1928 годов Вячеслава Ивановича в Павии посетили Мартин Бодмер и Герберт Штейнер, с которыми поэт дружил, публиковался в их издании Corona (первая статья, написанная по-немецки, была посвящена историософии Вергилия) и позднее гостил в Швейцарии. Иванов также интенсивно переписывался с французским критиком Шарлем дю Босом, хотя лично встретиться им довелось только один раз.
Тем не менее рассуждать о вхождении Вяч. Иванова в европейский интеллектуальный контекст следует с определённой долей осторожности. Круг его знакомств был широк, и его публикации не являлись спорадическими. Однако, обретая единомышленников и аудиторию, Иванов тщательно избегал принадлежности к любым кружкам и группировкам, особенно русских эмигрантских. Его известность не была широкой даже в Италии: он с трудом находил издателей, публиковался в малотиражных периодических изданиях. В статье об Иванове в словаре Бомпьяни (Dizionario Bompiani dei filosofi contemporanei, 1990) упоминаются всего три работы: «Эпос Гомера», «Кризис гуманизма» и опубликованный по-немецки «Достоевский»; о философских работах, написанных по-итальянски, не говорится ни слова. В этом плане Иванов, по словам А. Кондюриной, разделял судьбу других русских мыслителей, которые не были ограничены ни языком, ни специфической проблематикой или национальным складом ума, но так и не получили на Западе признания.

### Историософия Иванова в переписке с Е. Шором
С семейством Шор у Вяч. Иванова были особенно тесные связи, поскольку Ольга Александровна Шор была племянницей Давида Шора и двоюродной сестрой Евсея Давидовича Шора (Юши в переписке). Именно Евсей прилагал в 1930-е годы существенные усилия к пропаганде творчества Иванова в Европе и его осмыслению. Он сотрудничал с тюбингенским издательством «Mohr» и люцернским — «Vita Nova», где всячески продвигал труды Бердяева, Шестова, переводил Г. Шпета и переписывался с Ф. Степуном. Переписка между ним и Ивановым завязалась ещё в павийские годы. Именно в этой переписке Иванов выразил ряд своих чрезвычайно глубоко и долго вызревавших идей, которые до того находили отражение в «Переписке из двух углов», а далее претворились в «Повести о Светомире». В частности, в послании от 26 октября 1927 года Иванов сообщал:

Для меня культура — грекоримское растение. Оно дает два ростка: европ[ейский] Восток и европ[ейский] Запад. Исконная (народная) русская культура — подлинная, античная, византийская культура, хотя в состоянии относительной стагнации. Западно-евр[опейская] культура едина и жива во всех племенах, некогда романизированных. Германские племена, некогда не романизированные, приобщены к истории не менее издавна, хотя доселе ей антитетичны в её пределах. Русское назначение не охранять «насаждения» (кстати, Россия сама европеизировалась, когда захотела, никто её не «европеизировал», как Индию или Китай), но упразднить критический modus современной евр[опейской] культуры, заменить его органическим, что ей одной возможно, ибо она одна сохранила залежи стародавней органической культуры. Кстати, большевики также хотят органической культуры…
Д. Сегал, комментируя этот фрагмент, обращал внимание на два аспекта: ни для Шора, ни для Иванова не существует англо-американского мира, а замечание Вячеслава Ивановича, несмотря на его краткость, отчасти являлось предсказанием направления культуры развитого сталинизма. Также в переписке Иванова и О. Шор с Е. Шором был силён мотив противопоставления Германии всей остальной Европе — задолго до провозглашения нацистской Германии. В письме от 20 августа 1933 года, беспрецедентном по откровенности и экспрессивности, Иванов ретроспективно попытался пересмотреть все свои ранние воззрения и объявил их «неискренними». Вячеслав Иванович пытался обосновать, что ещё до «Башни» и в её ранний период якобы уже полностью осознал христиански-церковную суть своего мировоззрения. Д. Сегал отметил, что «трудность точного описания этого миросозерцания… в особом сущностном характере ивановского мироощущения, которое не хотело видеть себя радикально меняющимся, но стремилось представить дело так, будто бы все в нём было уже с самого начала». Более того, Иванов даже в начале 1930-х годов, позиционируя себя как практикующего католика, пытался собственное богословие (актуальное для себя) выдать за точку зрения церкви. В том же самом письме Вяч. Иванов, по сути, констатировал, что триумф нацизма в Германии насильственно разрушает все планы духовных исканий русской эмиграции и означает дальнейшую маргинализацию самого Иванова.

## Иванов — исследователь дионисийства
К книге «Дионис и прадионисийство» Иванов подступался практически в течение всей жизни — дважды по-русски и один раз — по-немецки. Специальные исследования этой работы провёл Михаэль Вахтель в рамках проекта публикации немецкой версии монографии Иванова в 2012 году. На формирование взглядов Иванова о древнем дионисийстве равно воздействовали академические штудии в Германии, работа в Афинах в 1901—1902 годах, переводы Эсхила и оргиастические проявления в Советской России и шиитском Азербайджане. Под «дионисийством» Иванов в широком смысле понимал страстно́й культ Восточного Средиземноморья. К этой проблеме он впервые обратился как филолог в Германии, когда ему самому приходилось определяться в дискуссии вокруг Ницше фон Виламовица-Мёллендорфа и Роде, далее она стала постоянным источником его поэтического творчества в разных измерениях, причём неизменность представлений о дионисийстве компенсировалась множественностью и изменчивостью адресатов.
Филипп Вестбрук открыл, во-первых, что научные исследования Иванова на самом деле не являются таковыми, ибо всего лишь формализуют его личные религиозные и философские искания. Во-вторых, источниками его работы над дионисийством и трагедией — как высшим проявлением дионисийства, были следующие:
1. Античные греческие писатели и мыслители от Еврипида до Платона и от Аристотеля до Прокла, которые видели в боге Дионисе мифический прообраз философского учения о двоице;
2. Немецкие философствующие филологи, в первую очередь Фридрих Ницше и Эрвин Роде, для которых античность была ключом к новой эзотерике, в том числе социальной[Прим. 2];
3. Русские мыслители от ранних славянофилов, через Владимира Соловьёва до младших современников самого Иванова. Таким был, например, Алексей Лосев, который называл Вяч. Ив. наставником и образцом для подражания. По Вестбруку, даже Сергей Аверинцев отчасти стилизовал своё речевое и социальное поведение под ивановское[75].

Между тем, глубокая погружённость Иванова в стихию литературы и своих собственных взглядов, помешала ему реализовать себя во время дискуссий 1920—1930-х годов вокруг книг Вальтера Отто и Карла Кереньи об античной религии. Иванов так никогда и не смог согласиться с глубокой гетерогенностью дионисийства и подверженности местных культов инокультурным влияниям. В рецензии на книгу Кереньи об эллинистическом синкретизме (1928), Иванов оказался «фатально неготов» к восприятию исторического подхода к религиозным культам Восточного Средиземноморья, и не увидел развития собственных идей. Протест Вячеслава Ивановича вызвало утверждение о господстве восточных культов в эллинистическом религиозном синкретизме. Напротив, он пытался доказать, что эллинская религия страдающего бога — это исконно греческое явление и даже залог торжества этого вероучения, не замечая, что в академическом мейнстриме вопрос о «самостоятельном» или «заимствованном» характере культа давно сменился проблемами содержания и интерпретации. Позиция Иванова здесь была строго идеалистической: «установить, описать и истолковать во всём его своеобразии некий творческий акт эллинского духа»; эзотерика для него оказалась более значимой, чем социокультурное измерение оргиастических религий. По словам Г. Гусейнова, Иванов ни в коем случае не смог бы вписаться в немецкий академический контекст. Если во времена бдений на Башне Иванов представал перед своими молодыми коллегами как «жрец Диониса», то в Риме в его окружении ничего подобного не было. Соответственно, в римский период концепция дионисийства превратилась у Вячеслава Ивановича в инструмент поиска духовной общности «среди своих», носящий откровенно конфессионально-идеологический характер (фон Виламомиц был протестантом).
Для Иванова христианство предстаёт частью великой античной традиции — частью итоговой, важнейшей, завершающей и, возможно, еще не реализовавшей себя до конца, не изжитой, а следовательно, дающей
надежду и обещающей возрождение.

## Иванов — критик и переводчик

### Иванов и наука о Достоевском
Петербургский (затем — Петроградский) университет в 1910-е годы сыграл важную роль в философском и методологическом самоосмыслении науки о литературе. Изучение наследия Ф. М. Достоевского в этом контексте было частным проявлением общего историко-литературного процесса. С другой стороны, во время дискуссий в РФО наследие Достоевского последовательно использовалось как элемент языка самоописания русской религиозно-философской культуры начала XX века. В 1910-е годы методологический поворот в изучении Достоевского был направлен по пути от психологизма и дискретного анализа персонажей и их идеологий к принципу формы — последовательно телеологическому рассмотрению художественного произведения как целого. Последнее напрямую связано с личностью и деятельностью Вяч. Иванова. В 1911 году он впервые открыто заявил о своей позиции в журнале «Русская мысль», где была напечатана его известная работа «Достоевский и роман-трагедия». Далее его собственные мысли или творчески переиначенные идеи И. Анненского, А. Волынского, Д. Мережковского были развиты в статьях и монографиях: «Экскурс: основной миф в романе „Бесы“» (1914), «Живое предание» (1915), «Два лада русской души» (1916), «Лик и личины России. К исследованию идеологии Достоевского» (1917).
В этих текстах Иванов поставил наследие Достоевского в максимально широкий историко-культурный контекст, простиравшийся от Античности до новоевропейской эпохи. При этом Вяч. Иванов всячески подчёркивал национально-русскую природу Достоевского как автора, связанного с православными традициями. В романном мире Фёдора Михайловича он находил подлинный диалогизм (принцип «Ты еси») и соборность («полифонический хор», идея которого в дальнейшем повлияла на взгляды М. М. Бахтина). Собственно, о полифонии как аналоге хоровой соборности Иванов впервые упомянул в статье 1908 года «Две стихии в современном символизме». Творческий метод Достоевского он характеризовал как «мистический реализм» (или «реалистический символизм»), отталкиваясь от его самоопределения — «реализм в высшем смысле».
Отдельное место в работе «Достоевский и роман-трагедия» Ивановым было уделено исследованию жанрового своеобразия романов Фёдора Михайловича. Вяч. Иванов понимал эволюцию жанровых форм как путь от эпоса к драме, поэтому в «великом пятикнижии» увидел чаемое им самим «преодоление индивидуализма» и последний шаг навстречу «соборному» единству «народного духа» в «царице-Трагедии», высшей, по его мнению, форме человеческого творчества. Тем не менее, по словам О. А. Богдановой, множество ивановских находок так и не получили у него самого развития. В первую очередь, это мысль о внутренней взаимосвязи всех послекаторжных произведений Достоевского, о конституирующей роли идеи в композиции его романов («роман-теорема»), о стратегии мистического «проникновения» в суть явлений в противовес их рассудочному «познанию», и так далее. Не менее плодотворными были идеи о музыкальном субстрате романов Достоевского; эти рассуждения восходили к идеям Ф. Ницше. Естественно, что Иванов трактовал Достоевского как экстатического художника, реализующего «дух Диониса», чьё внешнее развитие определялось катастрофическим внутренним опытом.
В силу ряда внешних и внутренних причин Иванов даже в эмиграции так и не вернулся к множеству заявленных им тем. Однако заявленный «принцип формы» по отношению к «принципу миросозерцания» сделался отправной точкой и маяком для всех последующих исследований. Он объединял М. Бахтина, В. Комаровича, Б. Энгельгардта, Ю. Тынянова, Б. Эйхенбаума, Л. Гроссмана, М. П. Алексеева. О. Богданова приводила примеры конкретного влияния идей Иванова на Бахтина. В первую очередь, это мысль о субъект-субъектных отношениях между личностями в романах Достоевского, ставшая основой бахтинского диалогизма. Во-вторых, это тезис о наличии в романах писателя не «вещей мира», но исключительно «людей — человеческих личностей», что предваряет бахтинское утверждение о доминирующей роли самосознания в построении образа героя. Если Вяч. Иванов утверждал, что роман Достоевского — это высшая ступень в эволюции жанра, то бахтинская апология романа далеко превзошла ивановскую (Вячеслав Иванович высшей литературной формой признавал трагедию). Творчество Достоевского Бахтин, вслед за Ивановым, рассматривал в широчайшем культурном контексте, уходящем вглубь веков, вплоть до Античности.

### Иванов и Эсхил
Впервые о намерении Иванова перевести «Орестею» упоминается в письме В. Э. Мейерхольда от 25 июля 1908 года. Однако далее планов дело не пошло, тем более, что дирекция Александринского театра приобрела «Антигону» и «Эдипа-царя» у Мережковского. Реальный заказ последовал в 1911 году от «Издательства М. и С. Сабашниковых», когда владелец издательства, убеждённый в воспитательной ценности для русского читателя греческих и римских классиков, затеял серию «Памятники мировой литературы»:

В России кроме специалистов-филологов никто классиков в оригинале не читал и не читает. Переводов нет в продаже. Классиков просто не знают. То, что перестанут муштровать гимназистов грамматическими упражнениями по древним языкам, послужит только на пользу нашему делу. Не будет к классикам предвзятого отношения.
Главным консультантом издания Сабашникова был М. О. Гершензон, который сразу направил заказчика к Ф. Ф. Зелинскому и Иванову, причём Эсхила сразу поручили Вячеславу Ивановичу. 6 апреля 1911 года Иванов получил текст договора, по которому обязывался все пьесы закончить к 1 мая 1913 года, исходя из гонорара в 50 коп. за каждый переведённый стих греческого текста на неограниченное число изданий, однако текст комментариев или прозаического перифраза, если издательство сочтёт, что он полезен, не оплачивался. Иванова не устраивали условия договора, посредником между ним и Сабашниковым выступал Гершензон, но так и не известно, началась ли работа к январю 1912 года. Беседуя в Баку с М. Альтманом, Иванов нелицеприятно отзывался о переводах Софокла, выполненных Зелинским, причём его не устраивали как литературные достоинства, так и то, что текст «тонул» в комментариях. Иванов исходил из того, что в каждом языке должны присутствовать канонические переводы, окончательные и незаменимые — такова «Одиссея» Жуковского. Иванов сам упоминал, что пытался переводить «Илиаду», но получилось «в особом, древнерусском роде и совершенно не похоже на перевод Гнедича».
Вернувшись в Москву из Рима, Иванов отвлёкся проектом В. О. Нилендера — изданием антологии греческой лирики в русских переводах. Из-за медлительности Иванова этот проект так и не был завершён, хотя тексты легли в основу хрестоматии «Греческая литература в избранных переводах» 1939 года. В конце концов в 1914 году в издательстве Сабашникова вышла книга «Алкей и Сафо» в переводе Иванова. Ещё в 1913 году Сабашников лично ездил к Иванову в Рим, и в результате они достигли нового соглашения: кроме Эсхила, Вячеслав Иванович брался перевести ещё и «Новую жизнь» Данте. Вячеслав Иванович получал фиксированный аванс в 200 рублей в месяц на весь срок переводческой работы. Однако в результате очередных промедлений Сабашников в 1914 году был вынужден расторгнуть контракт и прекратить авансирование. В итоге, несмотря на неоднократно встречающееся в литературе утверждение о том, что Иванов перевёл всего Эсхила, это далеко не соответствовало действительности. Из семи трагедий Эсхила в «Просительницах» Ивановым переведено 323 стиха из 1074; в трагедии «Семеро против Фив» — 773 из 1078 по счёту стихов в изданиях того времени. Перевод трагедии «Прометей скованный» так и не был начат. Лишь «Агамемнон» и «Орестея» были закончены вчерне, но эпопея с ними тянулась вплоть до 1920-х годов. В числе оснований для командирования Иванова в Италию в 1920 и 1924 годах значилось и завершение эсхиловских переводов.

### Иванов — переводчик поэтов Ренессанса

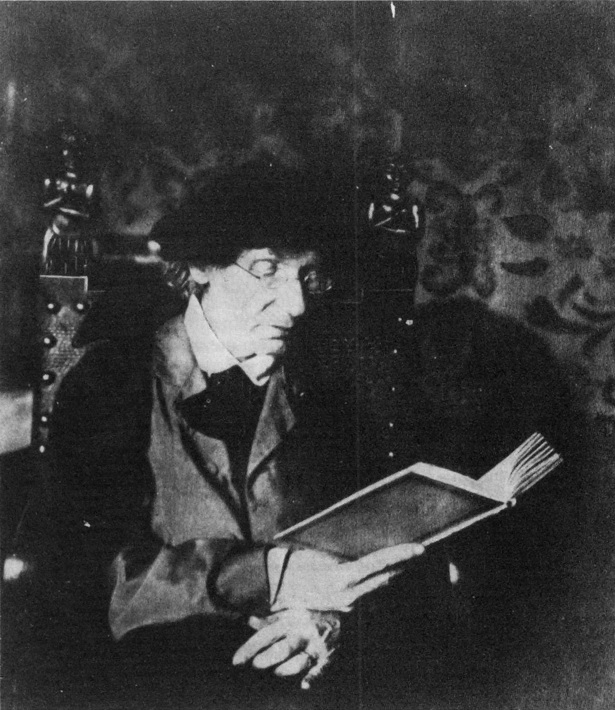
Вячеслав Иванов в период работы над переводами Данте, около 1920 года

Переводческая деятельность составляла важную часть практической программы символистов, стремящихся преодолеть изолированность русской литературной культуры. В свете этой позиции Вяч. Иванов с его итальянскими интересами попытался реализовать три проекта — переводы избранных сонетов «Канцоньере» Петрарки, всего поэтического корпуса Микеланджело и «Божественной комедии». Сколько-нибудь оформленный вид приобрели лишь переводы Петрарки — перевод 33 из 317 сонетов: 22 «на жизнь Лауры» и 11 «на смерть Лауры». Тематический выбор был глубоко продуман переводчиком, который стремился воссоздать на русском языке сложную «полиэдрическую» архитектонику оригинала. Книга переводов из Петрарки увидела свет в 1915 году, и на одном из дарственных экземпляров (Ю. Н. Верховскому) Иванов написал окказиональное стихотворение на архаическом итальянском языке, подражающем стилю Петрарки. Это единственное его итальянское стихотворение.
Переводом «Божественной комедии» Вяч. Иванов увлёкся в тяжёлом для себя 1920 году. По договору, заключённому с издательством «Брокгауз и Ефрон», «Комедия» должна была быть переведена дважды: во-первых, как поэтическое переложение, и, во-вторых, как точный прозаический перевод с научным комментарием. Образец поэтико-герменевтической работы такого рода сохранился при переводе одного из сонетов Микеланджело в 1925 году. За истолковательным прозаическим переводом следовал подробный комментарий, в котором показано, как у поэта Ренессанса преломлялись античные идеи. Вслед за этим шло эквилинеарное стихотворное переложение: Иванов настаивал, что в стихах можно сделать только переложение, воссоздающее идеи, образы и символы оригинала в рамках твёрдой формы другого поэтического языка. Из Микеланджело в середине 1920-х годов Иванов перевёл 8 сонетов, но далее забросил и эту работу, убедившись, что его имя для московских издательств становилось «одиозным» .
История перевода «Божественной комедии» оказалась сложной. П. Дэвидсон приводила сведения, что к проекту был причастен и Брюсов, это следует из переписки его с Венгеровым от 5 июля 1920 года. При этом по контракту с тем же издательством В. Я. Брюсов брался переводить «Фауста» Гёте. Собственно, попытки Брюсова пристроить в печать собственный перевод «Ада» предпринимались в 1913, 1915 и 1917 годах. В прессе также сообщалось о некоем совместном проекте Брюсова и Иванова к дантовскому юбилею, который должен был состояться в сентябре 1921 года. Однако Венгеров скончался в сентябре 1920 года, а издательские проекты «Брокгауза и Ефрона» перешли к горьковской «Всемирной литературе». Этторе Ло Гатто, общавшийся с Ивановым в Италии, утверждал, что поэт переводил «Чистилище». Иванов ещё несколько раз возвращался к своему переводу «Божественной комедии». В Баку он показывал некоторые законченные части М. Альтману и В. Мануйлову, а в Риме читал некоторые фрагменты И. Голенищеву-Кутузову в 1928 году. Ещё в 1929 году М. Горький пытался «пробить» издание ивановского перевода «Ада», к тому времени, вероятно, даже не начатого, но политическая обстановка не позволила этому осуществиться.
К. И. Чуковский в дневнике (запись от 13 февраля 1923 года) зафиксировал заседание «Всемирной литературы», на котором планировалось включение в издательские планы Боккаччо, Петрония Арбитра и др., в том числе «Божественной комедии». В конечном итоге брюсовский перевод «Фауста» был опубликован в 1928 году уже в новом издательстве «Academia», в издательский план которого «Комедия» была включена в 1930 году. Однако в результате после всех реорганизаций в 1939 году Гослитиздатом перевод был поручен М. Лозинскому, который завершил его в 1945 году. Памела Дэвидсон обращала внимание на символическую цепочку «наследования»: Лозинский осуществлял перевод по изданию, которое когда-то принадлежало Вяч. Иванову. В 1892 году он подарил этот том И. М. Гревсу, а тот, в свою очередь, передал его Лозинскому.

### Этторе Ло Гатто и Пушкин
Между 1926—1937 годами Иванов достаточно интенсивно общался — лично и по переписке — с основоположником итальянской славистики Этторе Ло Гатто (которого в переписке именовал «Гектор Доминикович»). Впервые они встретились по рекомендации Ф. Зелинского вскоре после прибытия поэта в Рим. Главным проектом Ло Гатто был перевод на итальянский язык «Евгения Онегина», который он ещё в 1920-е годы издал прозой, а далее взялся за создание поэтического эквивалента, в чём его постоянно консультировал Иванов. Из 16 выявленных в ивановском архиве писем Ло Гатто 10 были посвящены проблемам перевода. При этом переводчик в 1937 году пережил сильнейший кризис, а Иванов, который был свидетелем всех перипетий, одним из первых сформулировал тезис: «как металл, так и чекан пушкинского стиха невоспроизводимы», хотя максимально высоко оценил перевод Ло Гатто. Неудачей закончилась и попытка организации больших пушкинских торжеств в Риме в 1937 году, однако Ло Гатто взамен выпустил большой том исследований и эссе по Пушкину, для которого Иванов по-итальянски написал статью «Аспекты Красоты и Добра в поэзии Пушкина».

## Позднее критическое и литературное творчество Иванова

Обложка «Повести о Светомире царевиче» в издании «Литературных памятников» 2015 года

Несмотря на то, что в основе критических статей и монографий Вяч. Иванова, изданных в его итальянские годы, лежали прежде опубликованные им тексты, они демонстрируют большую эволюцию мысли. Например, статья «Анима» («Anima»), опубликованная в журнале Бодмера Corona в 1935 году, была переработкой статьи 1907 года «Ты еси». Первоначальный перевод на немецкий язык выполнил Е. Шор, затем использовавший его в своём «Опыте реконструкции мировоззрения Иванова». Однако Иванов был недоволен и попытался свой текст, созданный в расцвет символизма, сделать понятным европейскому интеллигентному читателю. В результате «Анима» из религиозно-философского текста превратилась в художественное произведение в форме мифа, который требует активизации культурной памяти читателя. Этот текст можно воспринимать и как притчу о пути Души к божественному Возлюбленному, и как психоаналитический этюд в духе К. Юнга. С проблематикой «Анимы» были связаны дискуссии Иванова с Э. Курциусом, по мнению современных исследователей, основанные на общности культурных кодов или топосов. Именно Курциус ввёл в литературоведение понятие топоса, заимствовав его из риторики Аристотеля, — это «готовые формулы» риторического и нериторического происхождения, использующиеся в процессе духовного общения и являющиеся свидетельствами изменения или сохранения сознания или ментальности. Иванов использовал в «Аниме» метафизическую лексику, характерную для важнейших мировых религий и философского творчества. С. Франк осуществил перевод текста обратно на русский язык, но его опубликовала только О. Шор в 1965 году, затем поместив в третий том собрания сочинений Иванова как в немецком оригинале, так и в переводе.
Равным образом, книга о Достоевском («Dostojewskij. Tragödie — Mythos — Mystik») стала следствием дискуссий Вяч. Иванова с Ж. Маритеном, Ш. дю Босом, М. Бубером, Г. Марселем и собственных статей 1914—1918 годов о романе-трагедии. Вторая часть «Достоевского», посвящённая мифу в структуре сознания и творчества писателя, была совершенно оригинальной и являлась попыткой разработки архетипного метода. Иванов выделил три взаимосвязанных аспекта изучения сущности творчества Достоевского: трагедии («Tragodumena»), мифа о «Матери-Земле», наслаивающегося на гностический миф о «Душе мира» («Mythologumena»), и религиозных пророчеств писателя («Theologumena»). Достоевский, по мысли Вяч. Иванова, стремится осознать метафизические проблемы существования человека, в связи с чем в основе его творчества лежат универсальные архетипические сюжеты. Поэтому действие его романов-трагедий разыгрывается в метафизической сфере «между Богом и человеком» и основано «на Августиновом противоположении любви к Богу и любви к самому себе, вплоть до ненависти к Богу». По мысли Иванова, трагические по внутреннему антиномизму романы Достоевского основаны на принципе восхождения к архетипам (первообразам), формируя мифологическое ядро. Более того, Достоевский создал собственный миф об антиномичной природе души человека, связанный с раннехристианским архетипом Небесного человека, истинным ликом (иконой как знаком «первосущности») и архетипом противоборствующего и богоборствующего человека (Люцифера) как одной из личин бесовского «Легиона».
Ещё в павийские годы Иванов начал работу над своим итоговым произведением — «Повестью о Светомире царевиче», на которой трудился почти непрерывно в 1928—1949 годах, буквально до самой кончины. Это был сложный текст, написанный стихоподобной прозой (версэ) в форме, стилизованной под средневековый роман-легенду или житие. При этом вся жанровая пестрота предстаёт в тексте как элементы с закодированным смыслом, требующим герменевтического толкования. Оригинальный стиль напоминает древнерусское «плетение словес», тогда как язык стилизован под фольклор, а пятая песнь целиком написана на книжном церковнославянском языке; графика версэ близка библейской, с нумерацией стихов. Пространство, в котором действуют персонажи «Повести», может быть обозначено как мистериальное.
«Повесть о Светомире царевиче» воплотила идею христианского возрождения, которое может осуществиться на основе гуманизма и религии; именно эта мысль была одной из основных для Иванова в эмиграции. Последние части — четвёртую и пятую — он создавал параллельно с комментированием книг Нового Завета по заказу, полученному от Ватикана. Это было частью проекта по расширению присутствия католической церкви в Восточной Европе, что не могло не возвратить Иванова к историософским размышлениям о судьбе России в мире. Важнейшим смысловым пластом «Повести» является непрерывная 1000-летняя традиция русской литературы от «Повести временных лет» и «Слова о полку Игореве» через А. С. Пушкина и Ф. М. Достоевского к символистам и футуристам (В. Хлебников). Для Вяч. Иванова вся русская культура представала как нечто целокупное и законченное, причём в период, когда он активно писал «Повесть», Святая Русь отошла в «покой Господа», а оставшимся на земле остаётся уповать на её грядущее воскресение.

## Судьба архива Вячеслава Иванова
Впервые судьбой архивных рукописей Вяч. Иванова заинтересовался в 1950-е годы Ю. Иваск в рамках более широкой темы архивного наследия ведущих русских писателей, оказавшихся в эмиграции. Когда он обратился за консультациями к О. Шор, та впервые описала рукописные материалы Иванова как единое целое, несмотря на раздробленность и принадлежность разным странам. Вяч. Иванов, покидая Москву в 1924 году, оставил 14 ящиков библиотеки и архива на попечении А. Н. Чеботаревской, свояченицы Ф. Сологуба. Из-за невозможности хранить их в условиях коммунального быта был начат процесс передачи архива в Бахрушинский музей. В конце концов большая часть оставленных материалов попала в отдел рукописей Ленинской библиотеки, где составили обширный фонд № 109 (1256 единиц хранения за 1880-е — 1921 годы). Небольшие фонды отложились также в РГАЛИ (ф. 225) и ИМЛИ (ф. 55). Поскольку часть материалов Иванова всё-таки достигла Ленинграда, при передаче архива Сологуба фонды Иванова были созданы в РНБ (ф. 304) и Пушкинском доме (ф. 607). Все эти материалы описаны и доступны для исследователей.
С собой в Рим Вячеслав Иванович забрал лишь то, что казалось наиболее существенным для новой работы: рукописи и черновики стихов, неоконченный перевод трагедий Эсхила, поэму «Человек», некоторые дневниковые тетради и листки, экземпляры первоизданий его сочинений и некоторые книги, включая сочинения Флоренского и Эрна. Были взяты также некоторые рукописи Л. Д. Зиновьевой-Аннибал. Из-за того, что до 1935 года у Ивановых не было постоянного пристанища, книги и рукописи сохранялись на складе в Риме. Постепенно накапливался и новый, итальянский архив, преимущественно, семейной и деловой переписки. После кончины Вяч. Иванова его сын и дочь приняли решение сохранить архив в Риме; он мыслился как место, где продолжится посмертное общение с отцом (принимая во внимание их убеждения — в буквальном смысле). Бумаги, картины и фотографии сохранялись в квартире на улице Леон Баттиста Альберти, где прошли последние 10 лет жизни Вячеслава Ивановича. Главным посредником в использовании материалов архива была О. Шор, которая активно помогала Ф. Степуну в его поисках для итоговой книги о русском символизме. До своей кончины в 1978 году О. Шор предоставляла материалы многим другим исследователям (Р. Гулю, Б. Филиппову, В. Маркову), переписывалась с А. Раннитом, куратором славянской библиотеки Йельского университета. Именно А. Раннит в 1966 году организовал выставку к 100-летию Вяч. Иванова. С 1960-х годов возобновилась переписка с СССР, прежде всего с М. Альтманом и В. Мануйловым, членами семей Гершензонов и Эрнов. В 1971 году на материале архива Иванова была написана первая английская диссертация — Джеймса Веста, а в 1974-м — американская (Алексей Климов). После вынужденного переезда Д. Иванова в 1986 году на виа Эрколе Роза был утрачен авторский принцип расположения материалов и встала проблема разбора и научного описания архива.
В результате в период 1986—1996 годов Д. В. Иванов и А. Б. Шишкин (ученик В. Мануйлова, работающий в Университете Салерно) предприняли первичный разбор архива, в котором участвовали специалисты Пушкинского дома — Л. Н. Иванова, О. А. Кузнецова, М. Б. Плюханова. Велось также формирование эпистолярной коллекции. Научно-исследовательскую работу с немецкими корреспондентами возглавлял М. Вахтель (Принстонский университет). По завещанию Д. Иванова, Римский архив является частной научно-исследовательской организацией, фонды которого не могут быть рассредоточены или покидать пределы Рима. В 2006—2007 годах 95 % рукописных материалов Иванова — около 25 000 изображений — были сканированы и выставлены в открытый доступ на сайте Исследовательского центра Вяч. Иванова. В 2011—2015 годах описи архива были опубликованы.

## Критика и историография
Памела Дэвидсон (Лондонский университетский колледж) в 1995 году опубликовала сводную библиографию, в которой учла 1300 исследований и критических отзывов о Вячеславе Иванове. С её точки зрения, изучение творчества Иванова заняло четыре обширных периода. Первый из них длился от 1903 по 1925 годы, то есть от публикации первых поэтических сборников и научных статей. Ранние рецензии на сборники стихов Иванова были полярно противоположными, поскольку создавались либо консервативными критиками популярных журналов, либо поэтами и критиками-символистами для изданий своего движения. Публика явно не демонстрировала готовности воспринимать язык и новаторские идеи Вячеслава Ивановича. П. Дэвидсон даже утверждала, что в 1910-е годы косвенно стоял вопрос о принятии нового поэта в традицию русской литературы. Темы его стихотворений казались чуждыми реальной жизни, а эрудитские аллюзии и архаизация языка подвергались насмешкам. Однако когда Александр Измайлов сравнил Иванова с Тредиаковским, ему парировал Андрей Белый, заявив, что тот — «Державин, прокладывающий дорогу новому Пушкину». Приём Иванова у молодого поколения писателей и поэтов, сформировавшихся на тех же источниках — Соловьёве, Ницше и Достоевском, — быстро преодолел первоначальный негативизм критики. В полемике 1906—1907 годов Иванов явственно фигурировал уже как идеолог, и этот подход прочно укоренился. В период кризиса символизма выход в свет поэтического сборника «Cor Ardens» и сборников статей «Борозды и межи» и «Родное и вселенское» окончательно утвердил Иванова в роли теоретика и философа культуры. В качестве такового его творчество стало предметом рефлексии Бердяева, С. Булгакова и Л. Шестова. Большой резонанс имела статья Жирмунского о преодолении символизма, в которой Иванов был характеризован как предшественник акмеистов.
Второй период из выделенных П. Дэвидсон связан с политизацией наследия Иванова после его переезда в Италию. Отношение к «Переписке из двух углов» и статье о кризисе гуманизма, заложенное в Советской России и Европе, сохраняется и по сей день. П. Дэвидсон отмечала, что «Переписка» более, чем все остальные работы Иванова, способствовала смещению интереса от Вячеслава-поэта к Иванову-философу. После 1924 года стало снижаться число отзывов об Иванове в СССР, поскольку его причисляли к «буржуазным декадентам». В эмиграции существенную часть опубликованных материалов составили воспоминания и критические статьи, в том числе Н. Бердяева, З. Гиппиус, Д. Святополк-Мирского, С. Франка и Ф. Степуна. Кончина Иванова в 1949 году широко освещалась в эмигрантской и европейской прессе, в некрологах лейтмотивом было сожаление о забвении его имени. Раздавались призывы точнее определить его роль в культуре XX века. В Европе до переезда в Италию Иванов был известен мало, внимание к его персоне было привлечено, во-первых, фактом его присоединения к католической церкви (равно в католических и экуменических кругах: Папини, Тышкевич), а во-вторых, публикацией Бубером «Переписки из двух углов» на немецком языке, что повлекло за собой переводы на итальянский и французский. Большое внимание вызвала и немецкая монография Иванова о Достоевском. В западной критической мысли долго преобладал образ Иванова как философа культуры и толкователя Достоевского. В свою очередь, собственные попытки «перекинуть мосты» между русским и западным восприятием Иванова предприняли Ф. Степун, И. Голенищев-Кутузов и О. Шор (Дешарт).
Третий период маркируется публикацией сборника «Свет вечерний» (1962) и выпуском первого тома ивановского собрания сочинений в Брюсселе (1971), включавшего объёмную биографию, написанную О. Шор. Исследование творчества Иванова стали осуществлять критики послевоенного поколения. С середины 1960-х годов стали появляться диссертации о творчестве Иванова, его эстетике и влиянии на Мандельштама и русскую литературную традицию. До 1987 года вышли четыре тома собрания сочинений (из шести запланированных), которые предоставили читателям богатые материалы и редкие тексты. С начала 1980-х годов стали проводиться посвящённые Иванову международные симпозиумы, проходившие в университетах Йеля (1981), Рима (1983), Павии (1986), Гейдельберга (1989), Женевы (1992) и Будапешта (1995), каждый из которых (кроме римского) сопровождался публикацией сборника статей. В СССР в 1960-е годы началась в первую очередь публикация архивных материалов, например, основополагающая статья Н. Котрелёва о бакинских годах Иванова. В 1976 году вышел небольшой том в серии «Библиотека поэта» с предисловием С. Аверинцева. После 1986 года стал доступен архив Вячеслава Иванова и началось тесное сотрудничество исследователей. Были также опубликованы мемуары Лидии Ивановой, которые задали новые направления в биографических исследованиях, составивших четвёртый период изучения наследия Вячеслава Иванова.

## Публикации
- Venceslaus Ivanov. De societatibus vectigalium publicorum populi romani = Общества государственных откупов в Римской республике :  [лат.]. — СПб. : Записки Классического отделения Имп. Рус. Археологического Общества, 1910. — Т. VI. — [7], 132 p.
- Вячеслав Иванов и М. О. Гершензон. Переписка из двух углов. — Петроград : Алконост, 1921. — 62 с.

- Иванов Вяч., Гершензон М. Переписка из двух углов / Подг. текста, прим., ист.-лит. комм, и иссл. Роберта Бёрда. — М. : Водолей Publishers; Прогресс-Плеяда, 2006. — 208 с. — ISBN 5-902312-60-4.

- Деяния св. Апостолов. Послания св. Апостолов. Откровение св. Иоанна. — Рим : Издание Рим.-Католической семинарии «Руссикум», 1946. — 532 с.
- Иванов Вяч. Собрание сочинений / Под ред. Д. В. Иванова и О. Дешарт; с введ. и примеч. О. Дешарт. — Брюссель : Foyer Oriental Chrétien, 1971. — Т. 1. — 872 с.
- Иванов Вяч. Собрание сочинений / Под ред. Д. В. Иванова и О. Дешарт; с введ. и примеч. О. Дешарт. — Брюссель : Foyer Oriental Chrétien, 1974. — Т. 2. — 852 с.
- Иванов Вяч. Собрание сочинений / Под ред. Д. В. Иванова и О. Дешарт; с введ. и примеч. О. Дешарт. — Брюссель : Foyer Oriental Chrétien, 1979. — Т. 3. — 896 с.
- Иванов Вяч. Собрание сочинений / Под ред. Д. В. Иванова и О. Дешарт; с введ. и примеч. О. Дешарт; при участии А. Б. Шишкина. — Брюссель : Foyer Oriental Chrétien, 1987. — Т. 4. — 800 с.
- Из переписки В. И. Иванова с А. Д. Скалдиным / Публ. М. Вахтеля // Минувшее: Ист. альм. — 1990. — № 10. — С. 121—141.
- Иванов Вячеслав. Дионис и прадионисийство. — М. : Алетейя, 1994. — 352 с. — (Античная библиотека. Исследования). — ISBN 5-86557-012-9.
- Иванов В. И. Родное и вселенское / Сост., вступит. ст. и прим. В. М. Толмачёва. — М. : Республика, 1994. — 428 с. — (Мыслители XX века). — ISBN 5-250-02436-X.
- Иванов Вяч. Лик и личины России. Эстетика и литературная теория / Вступ. ст., предисл. С. С. Аверинцева. — М. : Искусство, 1995. — 669 с. — (История эстетики в памятниках и документах). — ISBN 5-210-02056-8.
- Иванов Вячеслав. Стихотворения. Поэмы. Трагедия. В 2-х книгах / Сост. Р. Е. Помирчий; вст. ст. А. Е. Барзах. — СПб. : Академический проект, 1995. — Кн. 1. — 480 с. — (Новая библиотека поэта. Большая серия). — ISBN 5-7331-0069-9.
- Иванов Вячеслав. Стихотворения. Поэмы. Трагедия. В 2-х книгах / Сост. Р. Е. Помирчий; вст. ст. А. Е. Барзах. — СПб. : Академический проект, 1995. — Кн. 2. — 432 с. — (Новая библиотека поэта. Большая серия). — ISBN 5-7331-0070-2.
- История и поэзия: Переписка И. М. Гревса и Вяч. Иванова / Изд. текстов, исследование и комментарии Г. М. Бонгард-Левина, Н. В. Котрелёва, Е. В. Ляпустиной. — М. : Российская политическая энциклопедия (РОССПЭН), 2006. — 448 с. — ISBN 5-8243-0650-8.
- Иванов Вячеслав, Зиновьева-Аннибал Лидия. Переписка: 1894—1903 / Подг. текста Д. О. Солодкой и Н. А. Богомолова при участии М. Вахтеля. — М. : Новое литературное обозрение, 2009. — Т. 1. — 752 с. — ISBN 978-5-86793-733-1.
- Иванов Вячеслав, Зиновьева-Аннибал Лидия. Переписка: 1894—1903 / Подг. текста Д. О. Солодкой и Н. А. Богомолова при участии М. Вахтеля. — М. : Новое литературное обозрение, 2009. — Т. 2. — 568 с. — ISBN 978-5-86793-734-8.
- Иванов В. Повесть о Светомире царевиче / Изд. подготовили А. Л. Топорков, О. Л. Фетисенко, А. Б. Шишкин. — М. : Ладомир, Наука, 2015. — 824 с. — (Литературные памятники). — ISBN 978-5-86218-532-4.
- Эсхил. Трагедии в пер. Вячеслава Иванова / изд. подгот. Н. И. Балашов [и др.]. — М. : Наука, 1989. — 589 с. — (Литературные памятники). — ISBN 5-02-012688-8.